# Plusvàlua
La plusvàlua és, genèricament, un augment de valor produït per causes externes sense haver-hi aplicat cap millora. I específicament en economia és l'augment de valor econòmic d'una propietat privada atès, no pas a una millora del propietari, sinó a l'augment de la demanda (a igual oferta), a l'especulació o a altres factors.
Molt sovint es fa referència a "la plusvàlua" en parlar de l'impost (generalment municipal) que grava l'increment de valor d'un terreny de naturalesa urbana (és a dir, d'un bé immoble com pisos, locals, etc.) quan se'n fa una transmissió (venda, herència o donació).
La plusvàlua pot provenir de béns i serveis diversos: 
- a) renda del sòl, o part de la plusvàlua que es quedarà el terratinent pel monopoli del sòl.
- b) interès econòmic, o part de la plusvàlua que va a parar al capitalista que presta diners al propietari dels mitjans de producció.
- c) guany, o benefici industrial o comercial, marge de benefici que el capitalista considera que li correspon.

## Marxisme
Karl Marx aplicà el terme «plusvàlua» (o «plusvalor», segons algunes traduccions del terme alemany Mehrwert que emprà en la seva obra El capital) al treball que una persona assalariada fa de més, sense que aquest sigui remunerat, és a dir, el "treball impagat" que és extret de la força de treball del treballador per part del capitalista o empresari, més enllà del seu salari. La plusvàlua és així la base del procés d'acumulació del capital i és el punt central de la teoria del valor marxista, del conflicte de classes i l'explotació laboral de l'obrer sota el sistema capitalista.
Els marxistes troben exemples de plusvàlua també en aquells serveis que fa l'usuari i no és pagat, ni se li ofereix un descompte, per fer-ho; com les caixes automàtiques dels supermercats (el comprador paga el mateix que abans però ara fa la feina del caixer), l'autoservei de gasolineres, etc.